# 남목중학교
남목중학교(南牧中學校)는 대한민국 울산광역시 동구 서부동에 있는 공립 중학교이다.

## 학교 연혁
- 2004년 2월 26일 : 학교 시설 결정고시
- 2006년 3월 16일 : 학교 시설 공사 착공
- 2007년 2월 21일 : 남ㆍ여 24학급 설립인가
- 2007년 3월 1일 : 초대 박국이 교장 취임
- 2007년 3월 3일 : 제1회 신입생 입학식(249명)
- 2010년 2월 10일 : 제1회 졸업식(졸업생 234명)
- 2022년 9월 1일 : 제7대 조재인 교장 취임
- 2022년 12월 23일 : 제14회 졸업식(졸업생 188명, 총 2,742명)
- 2023년 3월 2일 : 제17회 신입생 입학식(193명)

## 참고 자료
- 남목중학교 - 한국교육학술정보원 학교알리미